# Карагочак
Карагочак (тадж. Қарағочак) — село в районе Рудаки Республики Таджикистан. Входит в состав джамоата (сельской общины) Эсанбой района Рудаки.
Находится на расстоянии 38 км от райцентра (пгт. Сомониён) и 22 км от центра общины (село Эсанбой).
Население — 268 чел. (2017).